# Czesław Miłosz

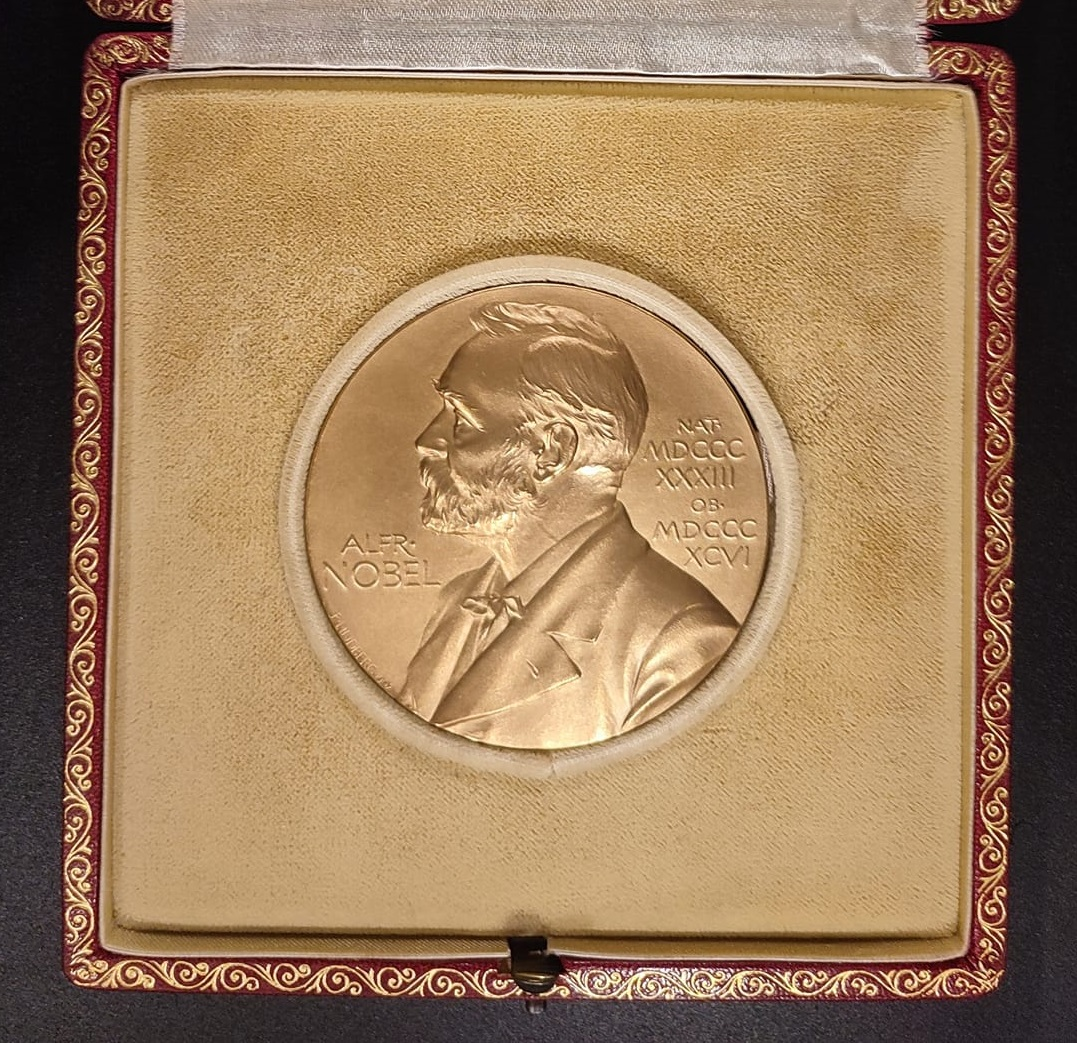
Medal Nagrody Nobla przyznany Czesławowi Miłoszowi w dziedzinie literatury w 1980 r. prezentowany na wystawie stałej w Pałacu Rzeczypospolitej w Warszawie

Czesław Miłosz (ur. 30 czerwca 1911 w Szetejniach, zm. 14 sierpnia 2004 w Krakowie) – polski poeta, prozaik, eseista, historyk literatury, tłumacz, dyplomata. Laureat Nagrody Nobla w dziedzinie literatury (1980); profesor Uniwersytetu Kalifornijskiego w Berkeley. Kawaler Orderu Orła Białego. 
Uznawany za najwybitniejszego polskiego poetę XX wieku. W latach 1951–1993 przebywał na emigracji, do 1960 we Francji, następnie w Stanach Zjednoczonych; w Polsce do 1980 obłożony cenzurą. Przed II wojną światową był poetą katastroficznym, uderzającym w ton wizyjny stylizacją na głos starotestamentowych proroków. Od innych twórców formacji Żagary odróżniał go kult klasycystycznych rygorów. Po wojnie jego poezja stała się bardziej intelektualna; wiązała się z ambicjami odbudowania trwałych wartości europejskiej kultury, sumienia i wiary. Literaturę pojmował wówczas jako drogę do ocalenia po klęsce poczucia człowieczeństwa. W latach 70. zaczęła w niej dominować tematyka religijna i kontemplacyjna. Jego książki zostały przetłumaczone na 44 języki.

## Życiorys

### Dzieciństwo i młodość

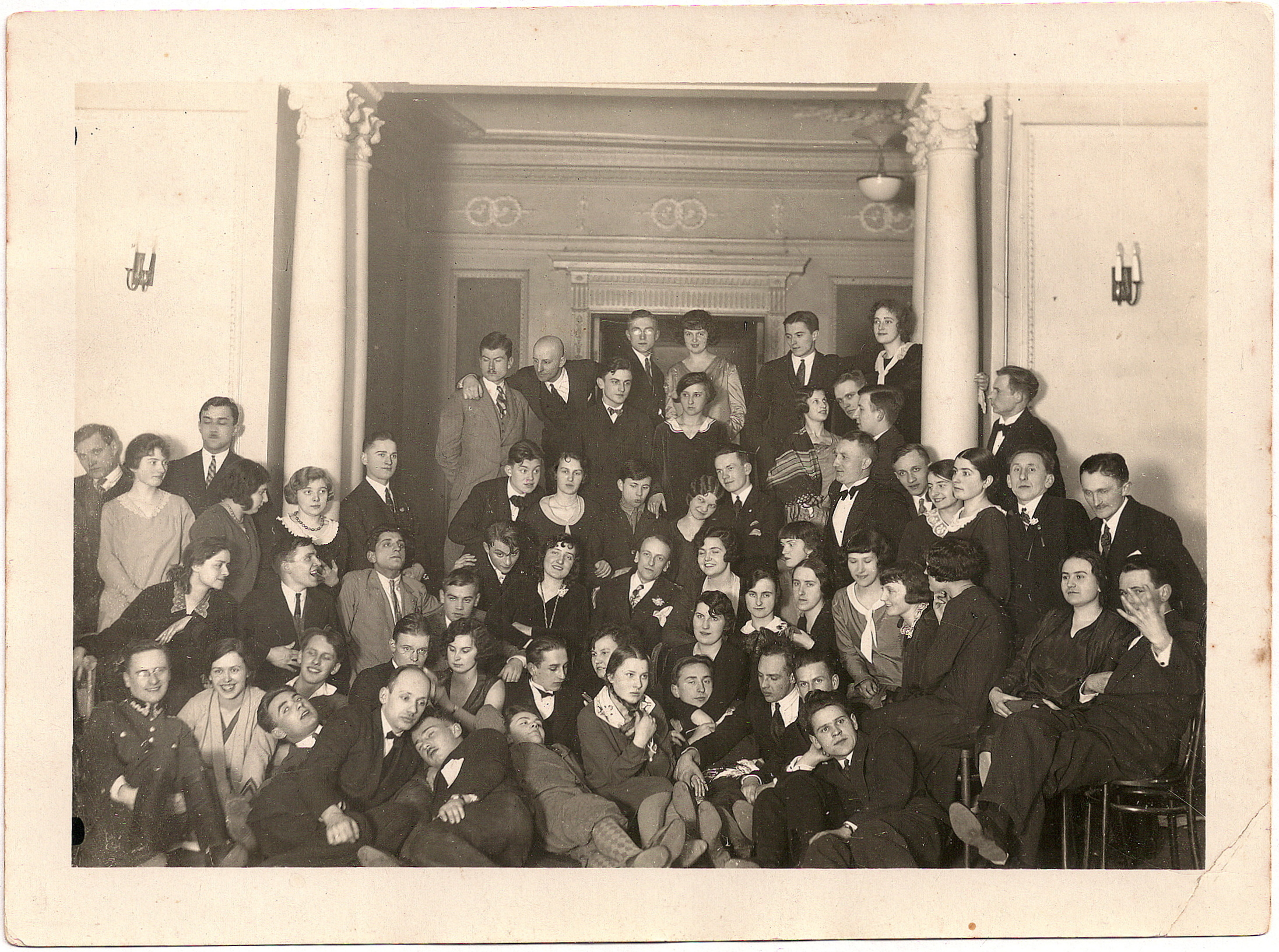
Miłosz (w III rzędzie, 4. od lewej) wśród studentów Uniwersytetu Stefana Batorego, rok 1930

Urodził się w Szetejniach, dziedzicznym majątku matki położonym nad Niewiażą, w powiecie kowieńskim guberni kowieńskiej Imperium Rosyjskiego, w parafii Opitołoki, gdzie został ochrzczony w kościele Przemienienia Pańskiego w Świętobrości. Rodzina Miłoszów, pieczętująca się herbem Lubicz, należała do starego szlacheckiego rodu. Był synem Aleksandra Miłosza (1883–1959) h. Lubicz, inżyniera budowy dróg i mostów, i Weroniki z Kunatów (1887–1945) h. Topór. 19 września 1917 urodził się jego młodszy brat, Andrzej, późniejszy reżyser dokumentalista, publicysta i tłumacz.
Wielkie Księstwo Litewskie, na którego dawnych terenach Miłosz się wychował, wraz ze swą wielokulturową i tolerancyjną atmosferą, wywarło decydujący wpływ na twórczość poety, a on sam często odwoływał się do wspomnień z dzieciństwa (Dolina Issy). Inspiracje stanowiły dla niego zarówno spokojne życie na wsi, jak i szalone podróże z ojcem. Ogromny wpływ na poetę wywarły także wydarzenia historyczne, których był świadkiem: rewolucja październikowa i wojna polsko-bolszewicka. 
Miłosz ukończył w 1929 I Gimnazjum Męskie im. Króla Zygmunta Augusta w Wilnie. Studiował na Uniwersytecie Stefana Batorego w Wilnie, najpierw polonistykę na Wydziale Humanistycznym, po krótkim czasie przeniósł się na Wydział Nauk Społecznych, by studiować prawo. Przez krótki czas studiował na Uniwersytecie Warszawskim, jednak wrócił do studiów w Wilnie. Tytuł magistra prawa uzyskał w 1934. W lecie 1931 oraz w 1934/35 odwiedził w Paryżu krewnego Oskara Miłosza. Zadebiutował w 1930 na łamach uniwersyteckiego pisma „Alma Mater Vilnensis” wierszami Kompozycja i Podróż. Był członkiem głośnego w Wilnie Akademickiego Klubu Włóczęgów Wileńskich (AKWW). Ponieważ organizacja ta była programowo apolityczna, jego przyjaciółmi w tamtym czasie byli: komunizujący Teodor Bujnicki, Stefan Jędrychowski, Henryk Chmielewski, przywódca wileńskich narodowców Kazimierz Hałaburda, a także Paweł Jasienica czy znany podróżnik i założyciel AKWW Wacław Korabiewicz. Po wyjściu z AKWW razem z lewicującymi kolegami założył Klub Intelektualistów. Był członkiem grupy poetów Żagary i współtwórcą pisma o tej samej nazwie. Pracował w Polskim Radiu Wilno.

### II wojna światowa
Po wybuchu II wojny światowej Miłosz udał się na południe kraju. Gdy 17 września ZSRR zaatakował Polskę poeta znajdował się już w Rumunii. Wojska ZSRR zajęły Wilno, a potem przekazały je Litwinom. Miłosz powrócił do rodzinnego miasta, posługując się litewskim dokumentem tożsamości (nie jest pewne, czy był to paszport i czy wiązało się z nim przyjęcie litewskiego obywatelstwa). Jednak już 14 czerwca 1940 ZSRR wkroczył na teren Litwy i rozpoczęła się sowiecka okupacja. Poetą bardzo wstrząsnęły te wydarzenia, co miało odzwierciedlenie w jego poezji. Opuścił Wilno i przeniósł się do okupowanej przez Niemców Warszawy, gdzie pracował jako woźny w Bibliotece Uniwersyteckiej. Uczestniczył w podziemnym życiu literackim, pod pseudonimem Jan Syruć opublikował w 1940 r. tom Wiersze. Po upadku powstania warszawskiego Miłosz znalazł schronienie najpierw w Janisławicach, później w majątku Jerzego Turowicza w Goszycach. W styczniu 1945 roku zamieszkał w Krakowie. Brat Andrzej Miłosz, przebywający w czasie okupacji w Wilnie, także czynnie działał w podziemiu polskim. W 1943 roku Andrzej przemycił do Warszawy ukrytych w ciężarówce Seweryna Trossa i jego żonę. Czesław przyjął Trossów, znalazł im kryjówkę i wsparł finansowo. Pomógł także Żydówkom, Felicji Wołkomińskiej, jej siostrze i bratowej, które zbiegły z Warszawy w przededniu powstania w getcie. Trossowie zginęli w powstaniu warszawskim. Wołkomińska przeżyła i w 1957 roku wyemigrowała do Izraela. Za pomoc udzieloną rodzinie Trossów i Wołkomińskich Czesław i Andrzej Miłoszowie zostali uhonorowani przez Instytut Jad Waszem tytułem Sprawiedliwych wśród Narodów Świata (25 lipca 1989 roku).

### Okres powojenny

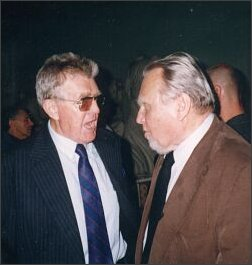
Andrzej i Czesław Miłoszowie, Światowy Kongres PEN Clubu, Warszawa, 1999

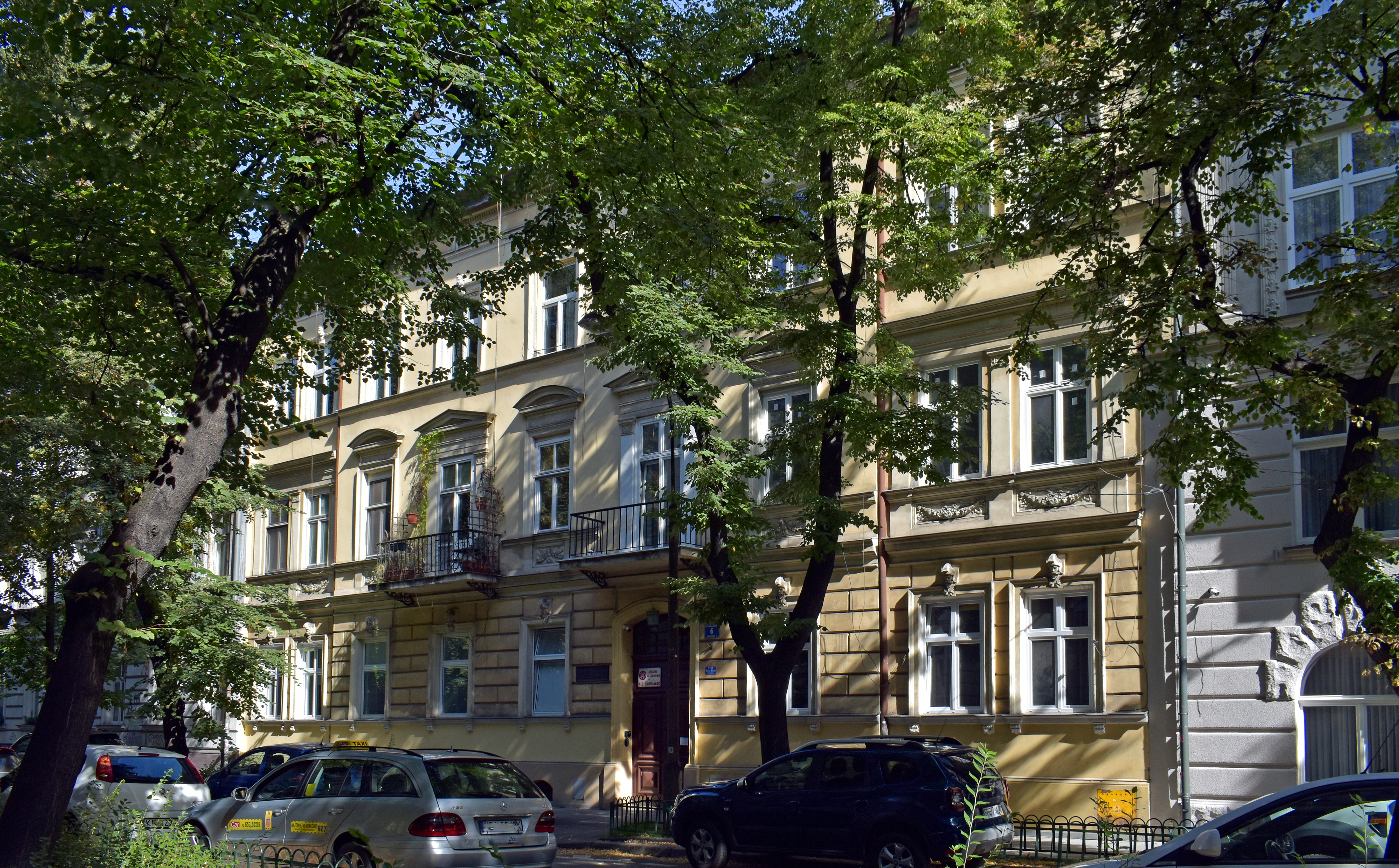
Kraków ul. Bogusławskiego 6
W tej kamienicy, latach 1994–2004 mieszkał Czesław Miłosz

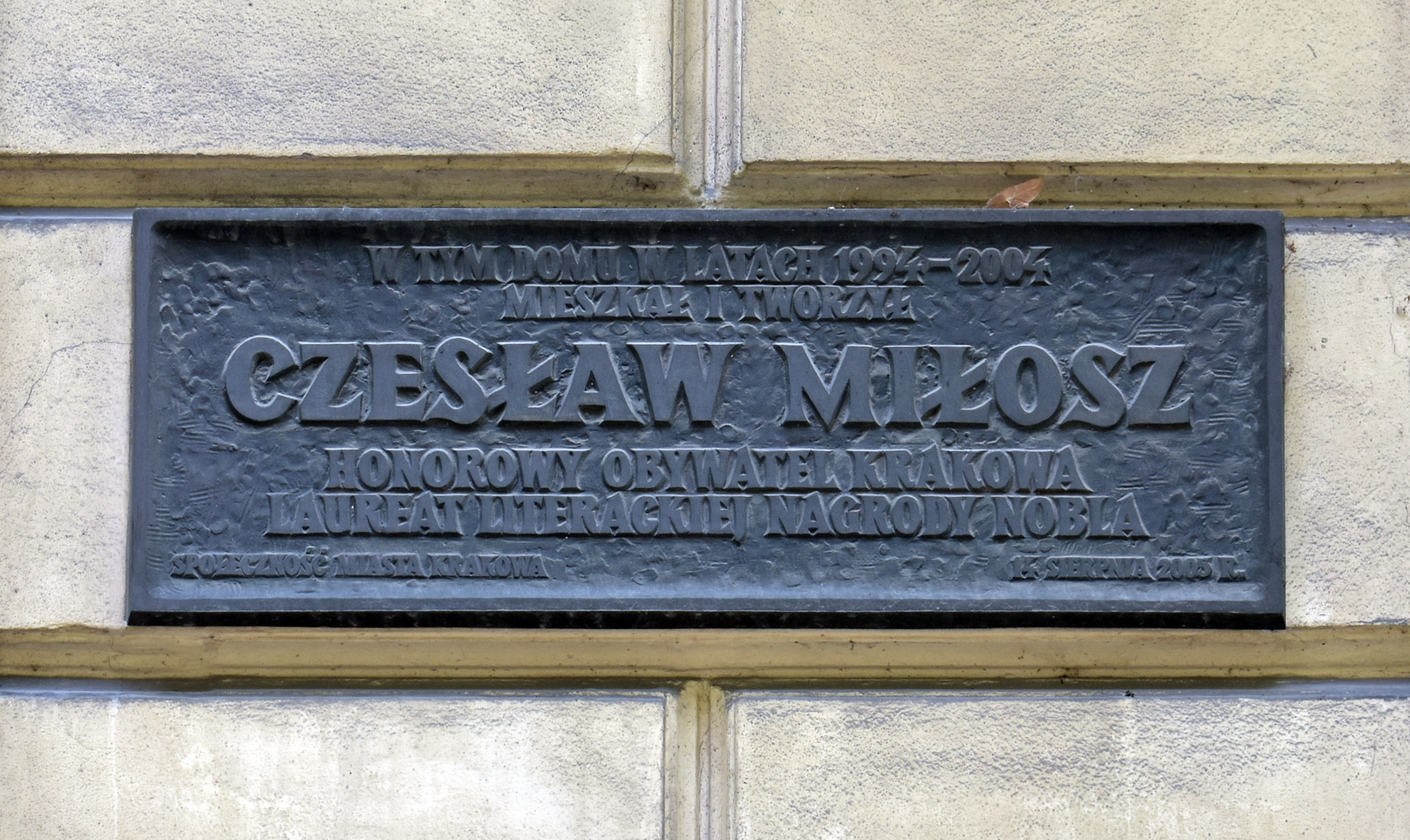
Tablica pamiątkowa w Krakowie

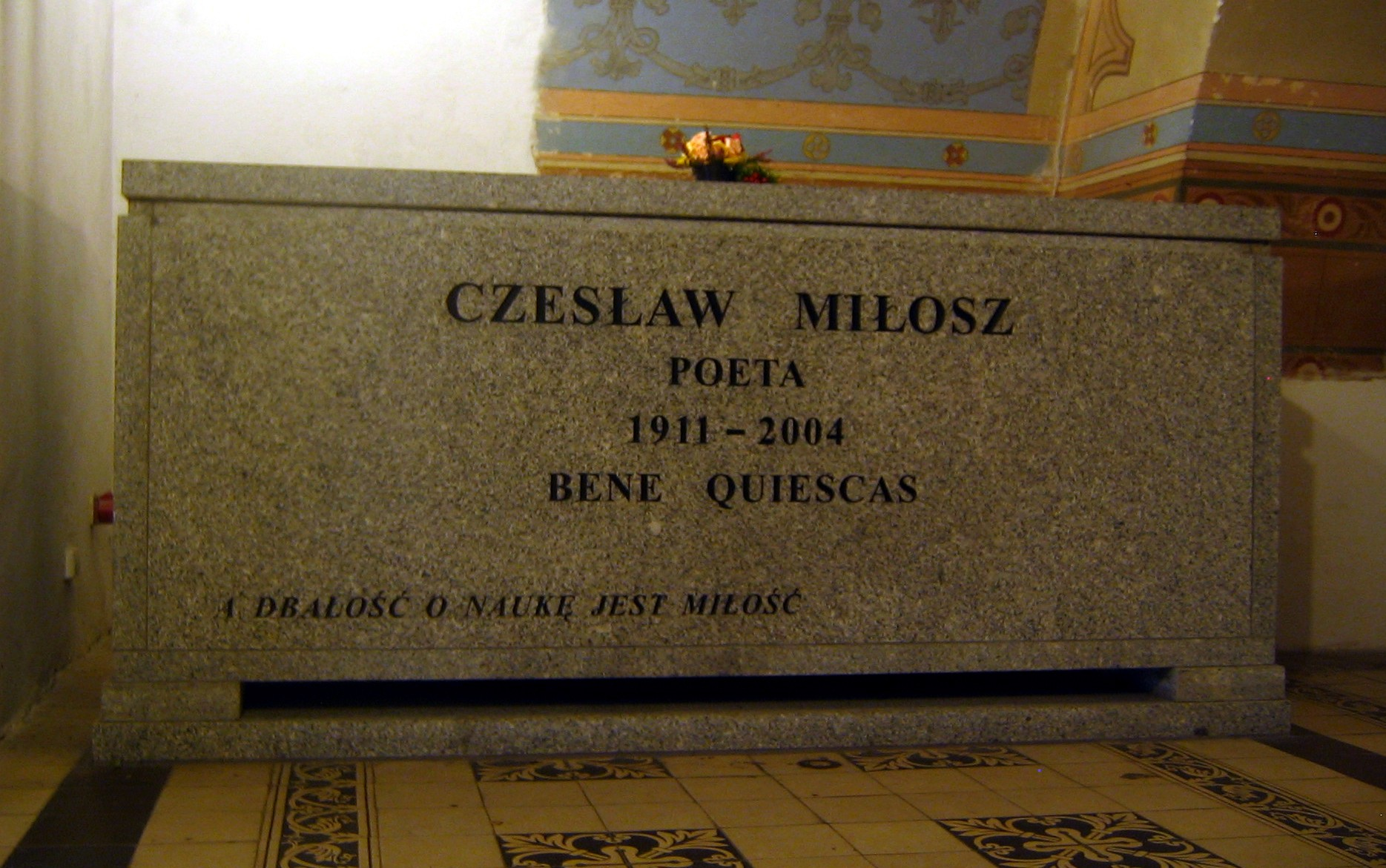
Sarkofag w Krypcie Zasłużonych na Skałce (2005)

Podjął m.in. pracę w dyplomacji komunistycznego rządu Polski w Stanach Zjednoczonych oraz Paryżu, jako attaché kulturalny. W 1951 poprosił o azyl polityczny we Francji, kiedy w trakcie pobytu w Paryżu zdecydował się pojechać do redaktora „Kultury”, Jerzego Giedroycia, prosząc o ukrycie, i zabezpieczenie jego rzeczy do czasu, gdy otrzyma azyl polityczny. Obawiano się bowiem porwania, lub innej formy sabotażu ze strony polskich komunistów. Świadectwa Zofii Hertz i Jerzego Giedroycia, którzy udzielili Miłoszowi w tym czasie schronienia, pokazują go jako człowieka na granicy załamania nerwowego. Jak pisała Zofia Hertz, krążył po Maisons-Laffitte, zachowywał się „jak zwierzę w klatce”, myślał o samobójstwie. Miłosz mieszkał przez pewien czas w Maisons-Laffitte, co doprowadziło do jego wieloletniej współpracy z „Kulturą”. Było to jednak powodem skandalu w części polskiej emigracji – przeciwko przyjęciu Miłosza protestowała m.in. redakcja „Wiadomości” Mieczysława Grydzewskiego. Dwa lata później Instytut Literacki Giedroycia wydał Zniewolony umysł (1953) – esej skierowany do polskiej emigracji, mający wyrazić mechanizm myślenia człowieka w demokracjach ludowych. Józef Mackiewicz nazwał ją w londyńskim tygodniku „Wiadomości” „wielkim odpompatycznieniem myśli emigracyjnej”, jak podaje Witold Gombrowicz. W następnych latach Instytut Literacki wydał większość dzieł Miłosza, a sam Jerzy Giedroyc przedstawił jego kandydaturę do Nagrody Nobla.
W 1960 Miłosz przeprowadził się do Stanów Zjednoczonych, gdzie wykładał literaturę słowiańską na Uniwersytecie Kalifornijskim w Berkeley. Za granicą tworzył głównie poezję, bardzo różnorodną, choć największe uznanie zyskały jego wiersze polityczne (m.in. Który skrzywdziłeś). W PRL oficjalnie uznany za zdrajcę i renegata, został uroczyście potępiony przez Związek Literatów Polskich oraz niektórych autorów (Konstantego Ildefonsa Gałczyńskiego, Kazimierza Brandysa, Jarosława Iwaszkiewicza i Antoniego Słonimskiego). Do 1980 istniał zapis cenzorski, nie tylko zakazujący publikacji jego utworów, ale nawet wymieniania jego nazwiska (w sytuacjach koniecznych używano np. eufemizmu autor „Ocalenia”; pod nazwiskiem publikowano dokonane przezeń tłumaczenia, m.in. w antologii Poeci języka angielskiego [1969–1974]). Książki Miłosza były drukowane w podziemiu, przemycane z zagranicy, a dla nielicznych dostępne w działach prohibitów bibliotek uniwersyteckich. Miłosza odrzucała również część polskiej emigracji, zarzucająca mu początkowe poparcie dla komunistycznych przemian w Polsce i bolszewizm.
Stosunek władz i środowiska emigracyjnego do Miłosza zaczął się zmieniać po 1980 r., kiedy poeta otrzymał literacką nagrodę Nobla za całokształt twórczości. 9 października 1980 r. poeta obudzony został o czwartej nad ranem przez szwedzkiego dziennikarza, który dzwonił z wiadomością o przyznaniu mu Nobla. "To nieprawda" – powiedział Miłosz i wrócił do łóżka. Na zorganizowanej przez jego wydział konferencji prasowej Miłosz, proszony o jakikolwiek komentarz polityczny ironizował, że "zdobywca Nobla niekoniecznie jest członkiem inteligentnym", a 200 tys. dolarów nagrody przeznaczy na zakup farmy i założenie tam plantacji marihuany. Rok później przyjechał do kraju, gdzie jego utwory zostały już oficjalnie wydane (choć część z nich ocenzurowano, a część mogła się nadal ukazywać tylko w wydaniach podziemnych). Stały się one natchnieniem dla rozwijającej się opozycji politycznej. W 1981 roku udzielił gościnnych wykładów na Uniwersytecie Harvarda, poświęconych poglądom Miłosza na rolę poezji w świecie.
W 1993 r. poeta definitywnie przeprowadził się do Polski, gdzie jako miejsce pobytu wybrał Kraków, jak twierdził „najbardziej zbliżony do Wilna”; zamieszkał na Stradomiu, w domu przy ul. Wojciecha Bogusławskiego 6, w którym mieszkał do końca życia i w którym zmarł.

Miłosz zmarł 14 sierpnia 2004 w Krakowie, przeżywszy 93 lata. Cierpiał na dolegliwości układu krążenia. Został pochowany 27 sierpnia 2004 w Krypcie Zasłużonych na Skałce. 

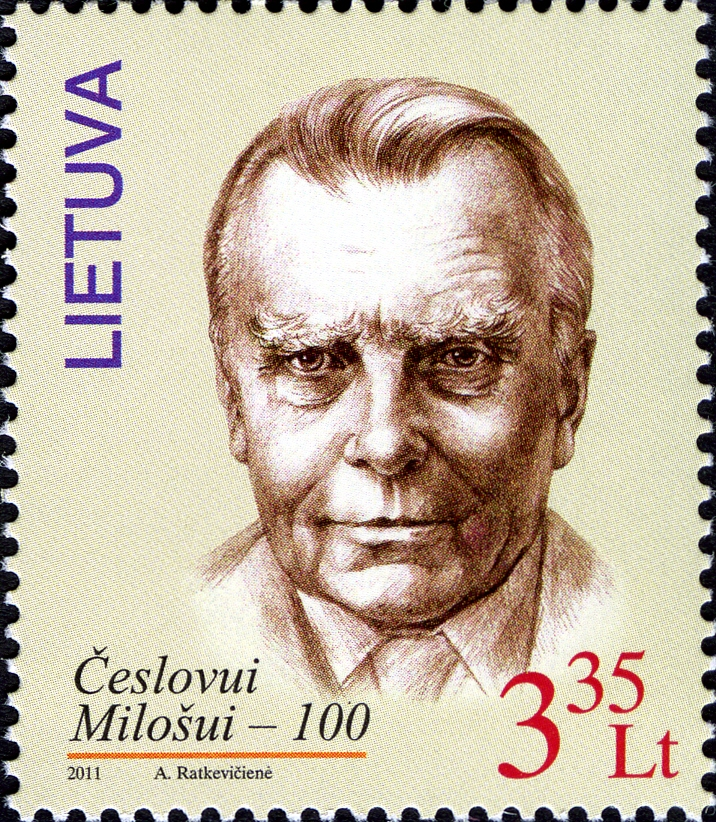
Litewski znaczek pocztowy wydany z okazji 100. rocznicy urodzin Miłosza

## Życie prywatne
Pierwszą żoną Czesława Miłosza została w 1944 Janina z domu Dłuska, primo voto Cękalska. Poślubiła go w styczniu 1944 w Warszawie. Po zakończeniu II wojny światowej wyjechała z mężem do Stanów Zjednoczonych, gdzie mieszkała do końca życia. Zmarła w 1986 roku. Po jej śmierci Czesław Miłosz napisał wiersz Na pożegnanie mojej żony Janiny. Mieli dwóch synów: Anthony’ego (ur. 1947) i Piotra (ur. 1951). Drugą żoną Czesława Miłosza została w 1992 amerykańska historyczka Carol Thigpen-Miłosz. Miłosz przeżył również drugą żonę.
W okresie paryskim ważną rolę w życiu poety odegrała Jeanne Hersch, obywatelka Szwajcarii polskiego pochodzenia, filozofka, później profesorka Uniwersytetu Genewskiego. Stała się dla niego ważną partnerką intelektualną, z którą prowadził dysputy światopoglądowe i literackie. Zainspirowała go do napisania powieści na konkurs ogłoszony przez Europejską Fundację Kulturalną. („Zdobycie władzy”), którą przetłumaczyła na język francuski. Miłosz wyprowadził się z siedziby paryskiej „Kultury” i zamieszkał z nią w jednym z paryskich hoteli. Zastanawiał się nawet nad porzuceniem Janki i dzieci. Burzliwy związek z zaborczą Jeanne szybko uległ jednak rozpadowi. Miłosz sprowadził żonę z dziećmi do Francji i zaaprobował postawione przez nią warunki. Ich wieloletni związek usankcjonował ślub kościelny w polskim kościele Notre Dame de l’Assomption przy ul. Saint Honoré w Paryżu, zawarty 13 stycznia 1956 r.
Drugą wielką miłością Miłosza była tajemnicza „Ewa”, dziennikarka z Polski, która jesienią 1979 r. w Berkeley przeprowadziła z nim serię wywiadów. Zafascynowany młodszą od siebie o 31 lat dziewczyną, zaproponował jej posadę asystentki. Owocem tego związku był wydany w 1984 r. tom Nieobjęta ziemia, który jak wyznał poeta powstał „całkowicie pod znakiem Ewy”, gdyż dzięki niej nastąpiło u niego „jakieś otwarcie na wymiar osobisty ludzkich spraw”. Konstanty Jeleński namawiał nawet przyjaciela na rozwód, ale Miłosz okazał się „absolutnie niezdolny do opuszczenia schorowanej żony”. Związek trwał trzy lata. Partnerka nie zgodziła się na ujawnienie swoich personaliów, choć zdaniem biografów, miłośnicy twórczości poety bez trudu zidentyfikują jej osobę. Zafascynowana jego twórczością opracowywała i redagowała zbiory wierszy poety, tłumaczyła jego utwory na język angielski i wydała o nim książkę.

### Znajomość z Zbigniewem Herbertem
Zbigniew Herbert poznał Czesława Miłosza w 1958 w jego domu w Montgeron podczas swego pierwszego wyjazdu na Zachód. Między poetami wkrótce nawiązała się przyjacielska relacja mistrz-młodszy kolega. Po wyjeździe do Stanów Zjednoczonych Miłosz był promotorem i tłumaczem twórczości Herberta w USA.
Rozbieżności między poetami zaczęły narastać w drugiej połowie lat 60. Pokazuje to wymiana korespondencji na temat rozruchów w 1967 (tzw. Long, hot summer) ujawniająca odmienne poglądy na temat kapitalizmu, zdolności rodaków i szerzej – patriotyzmu. Poeci bezpośrednio poróżnili się w lipcu 1968, kiedy podczas zakrapianej kolacji u tłumaczki Bogdany Carpenter, Miłosz skrytykował powstanie warszawskie, a także – wg relacji samego Herberta (Andrzej Franaszek pisze, że inni uczestnicy przyjęcia nie pamiętali takiej wypowiedzi) – prowokacyjnie stwierdził, że Polskę należałoby przyłączyć jako kolejną republikę do ZSRR, co spowodowało długą tyradę oburzonego Herberta, oskarżenia o zdradę i z czasem rozluźnienie stosunków. Głębszy konflikt ujawnił się po ukazaniu się Roku myśliwego (1990), gdzie Miłosz przypisuje Herbertowi nacjonalizm, krytykując także jego mistrza duchowego Henryka Elzenberga. Ten z kolei zarzucił mu kosmopolityzm i brak patriotyzmu, wyciągał także PRL-owską służbę dyplomatyczną Miłosza w latach powojennych. Swe opinie na temat Miłosza Herbert sformułował poetycko w wierszach Pan Cogito i poeta w pewnym wieku (1974), a przede wszystkim Chodasiewicz (1991), wierszu o charakterze paszkwilu, w którym – jak sam pisze – „zjadliwie” sportretował Miłosza, i który wywołał skandal w środowisku.

(…) był hybrydą w której wszystko się telepie

duch i ciało góra z dołem raz marksista raz katolik

chłop i baba, a w dodatku pół Rosjanin a pół Polak (…)

Na dwa miesiące przed śmiercią Herberta poeci się pojednali, a Miłosz wziął udział w pogrzebie Herberta.

## Poezja

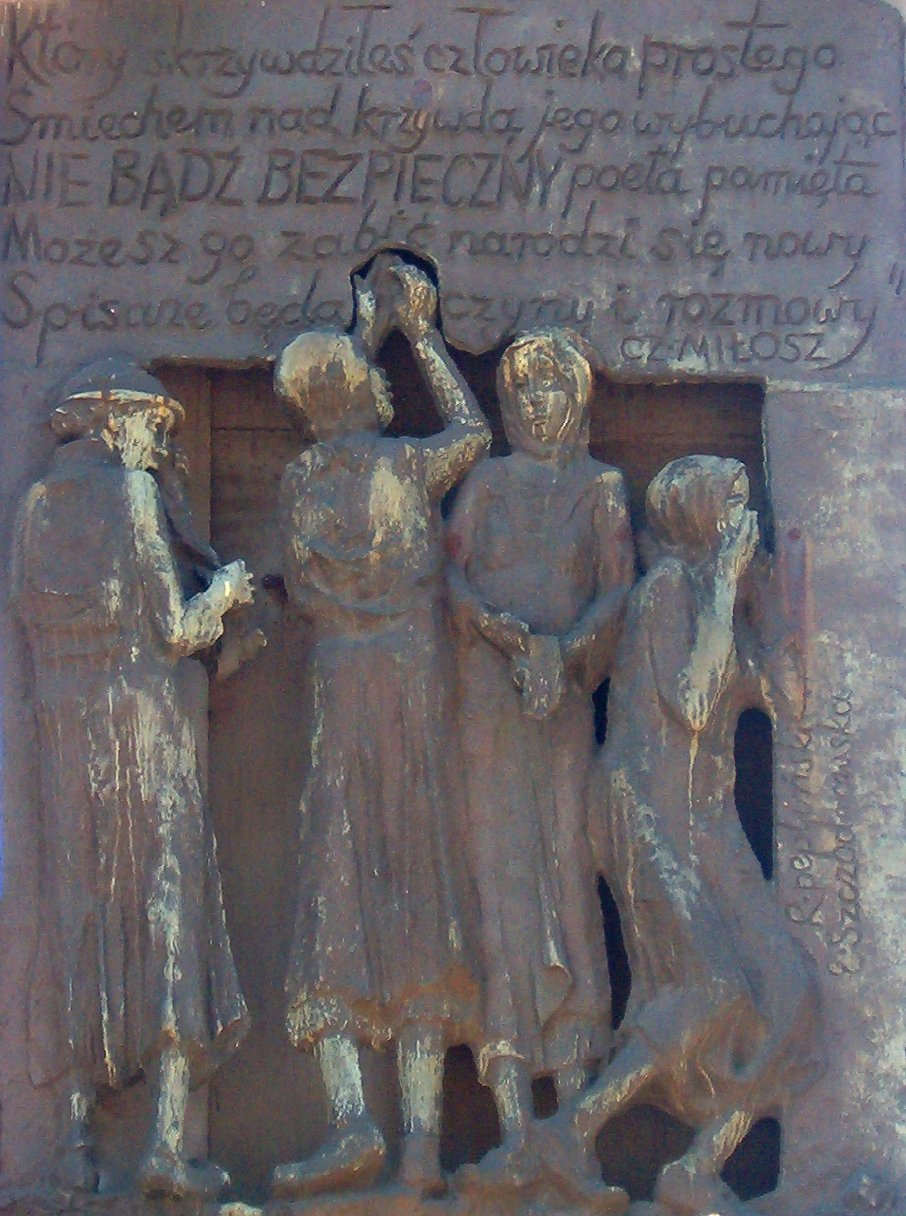
Wiersz Miłosza na pomniku Poległych Stoczniowców

Wiersze Czesława Miłosza są intelektualne, a metafory, jakich używa – sugestywne. Jego twórczość z lat 30., przed II wojną światową jest przesycona katastrofizmem. Dominują w niej rozmach, metaforyczność, rytmiczność, wizje apokalipsy.
Wiersze pisane podczas wojny nie mają już w sobie tyle patosu. Są znacznie mniej ozdobne. Poeta stawia na komunikatywność wiersza – na zrozumiałość zawartych w nim treści filozoficznych i intelektualnych. Część z tych wierszy poświęca Miłosz okupowanej Warszawie (Miasto, Błądząc), w której spędził prawie cały okres wojny. W twórczości Miłosza przypadającej na okres wojny da się również zauważyć świadome odchodzenie od tematyki wojennej. Są wśród nich wiersze opisujące zwykłe piękno świata, który – mogłoby się wydawać – nigdy nie zaznał wojny. Tak jest w wierszu Piosenka pasterska czy w cyklu Świat (poema naiwne) z 1943 r.
Wprowadził do literatury polskiej nowy gatunek literacki – traktat poetycki (traktat-poemat), który, zdaniem poety, był wymierzony przeciwko nowoczesności rozumianej jako zawężenie i rozszerzał „pojemność” poezji. W zamieszczonym w tomie Światło dzienne Traktacie moralnym piętnuje zanik wartości, krytykuje brak moralności i wskazuje na to, co jego zdaniem należałoby zmienić w ludzkiej mentalności. W 1957 r. napisał Traktat poetycki, ukazujący historię poezji polskiej XX w. W tomie Druga przestrzeń (2002 r.) znalazł się Traktat teologiczny, w którym Miłosz rozważa problem tajemnicy wiary. Wiele utworów Miłosza z późnego okresu twórczości jest przykładem pisarstwa sylwicznego, komponowanego na pograniczu wypowiedzi poetyckiej, eseistycznej i prozatorskiej.
Oprócz wielu tomów poezji Czesław Miłosz wydał kilkanaście zbiorów esejów. Najgłośniejszy z nich, tłumaczony na wiele języków Zniewolony umysł – do dziś uważany jest za wybitną próbę naukowej analizy działania propagandy komunistycznej. Inne ważne zbiory to przede wszystkim Ziemia Ulro, Ogród nauk, Widzenia nad zatoką San Francisco.
Wszystkie jego utwory objęte były w 1951 roku zapisem cenzury w Polsce, podlegały natychmiastowemu wycofaniu z bibliotek.

## Pseudonimy
Naliczono 28 pseudonimów i inicjałów, którymi Miłosz sygnował swoje dzieła: A.L.-wicz, Adrian Zieliński, Aron Pirmas, B.B. Kózka, Bogusław Grodek z Londynu, C.M., czmi, CZMI, czmił, Dr. Adrian Zieliński, Edward Żuliński, J.M., Jan, Jan M. Nowak, Jan Syruć, K., Ks. J. Robak, L. (m), m., M.C., M.K., milcz, N., n.m., Stefan Kunce, Zygmunt Kornaga, Żagarysta.

## Poglądy

### Filozofia
Miłosz był dobrze oczytany w europejskiej tradycji intelektualnej, a jego utwory często podejmowały dialog z dziełami wybitnych filozofów czy były nimi inspirowane. Wśród filozofów, których wpływ jest najwyraźniejszy można wymienić Heraklita z Efezu (np. cykl Dla Heraklita z tomu Kroniki), Augustyna z Hippony (wielokrotnie wspominany w esejach i wierszach), Jacques’a Maritaina (przełożył w 1942 Drogami klęski) czy Martina Heideggera.

### Poglądy polityczne i religijne
Miłosz po zerwaniu swoich związków z komunistycznymi władzami wyrażał w swej twórczości niechęć i krytykę w stosunku do PRL, często piętnował polski nacjonalizm, krytykował tradycyjny polski katolicyzm – określając go ciemnogrodem.

### Używki
Czesław Miłosz uważał alkohol i tytoń za niebezpieczne narkotyki. Z trudem po latach odstawił tytoń, alkoholu używał umiarkowanie. Jego zdaniem, w porównaniu z nimi, marihuana jest środkiem dość niewinnym, a zawziętość, z jaką w latach 60. XX wieku zwalczały ją władze Stanów Zjednoczonych, miała cechy obsesyjne. Psychodeliki według poety mogły stanowić zapowiedź masowych, demokratycznych środków przeciwko nudzie. Miłosz uważał psychodeliki za substancje o ogromnym i nieobliczalnym znaczeniu społecznym, porównywalnym z bronią jądrową i podróżami międzyplanetarnymi, i ich upowszechnienie się mogło, jego zdaniem, otworzyć nową erę ludzkości. Nie ma jednak przesłanek świadczących o tym, by poeta kiedykolwiek próbował psychodelików.

## Utwory

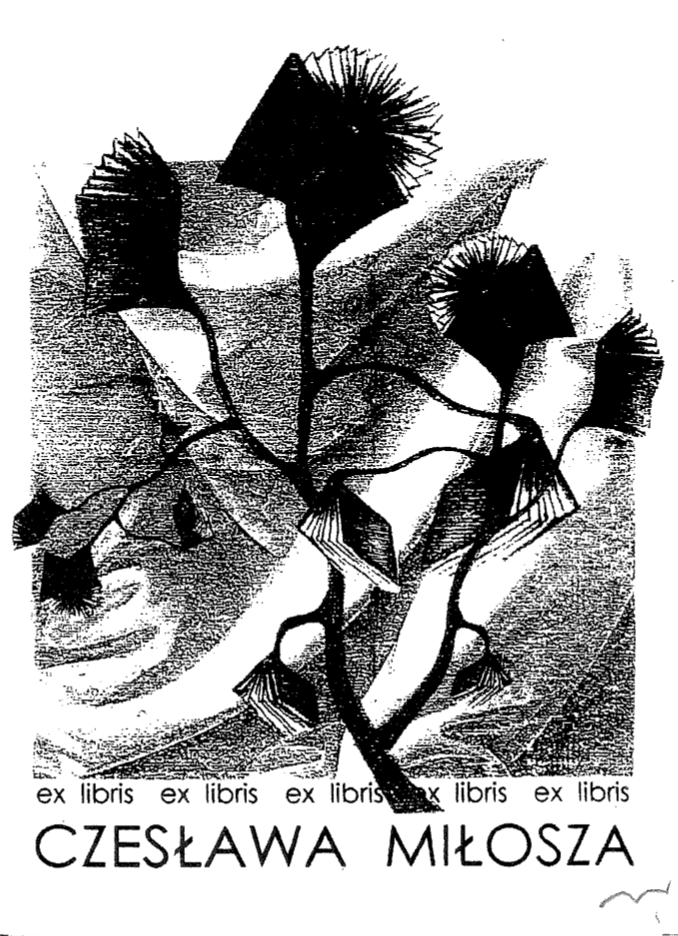
Ekslibris Czesława Miłosza

### Poezje
- Poemat o czasie zastygłym, Wilno 1933
- Trzy zimy, Wilno – Warszawa 1936
- Wiersze, Warszawa 1940[42]
- Ocalenie, Warszawa 1945
- Światło dzienne, Paryż 1953
- Traktat poetycki, Paryż 1957
- Król Popiel i inne wiersze, Paryż 1962
- Gucio zaczarowany, Paryż 1965
- Miasto bez imienia, Paryż 1969
- Gdzie wschodzi słońce i kędy zapada, Paryż 1974

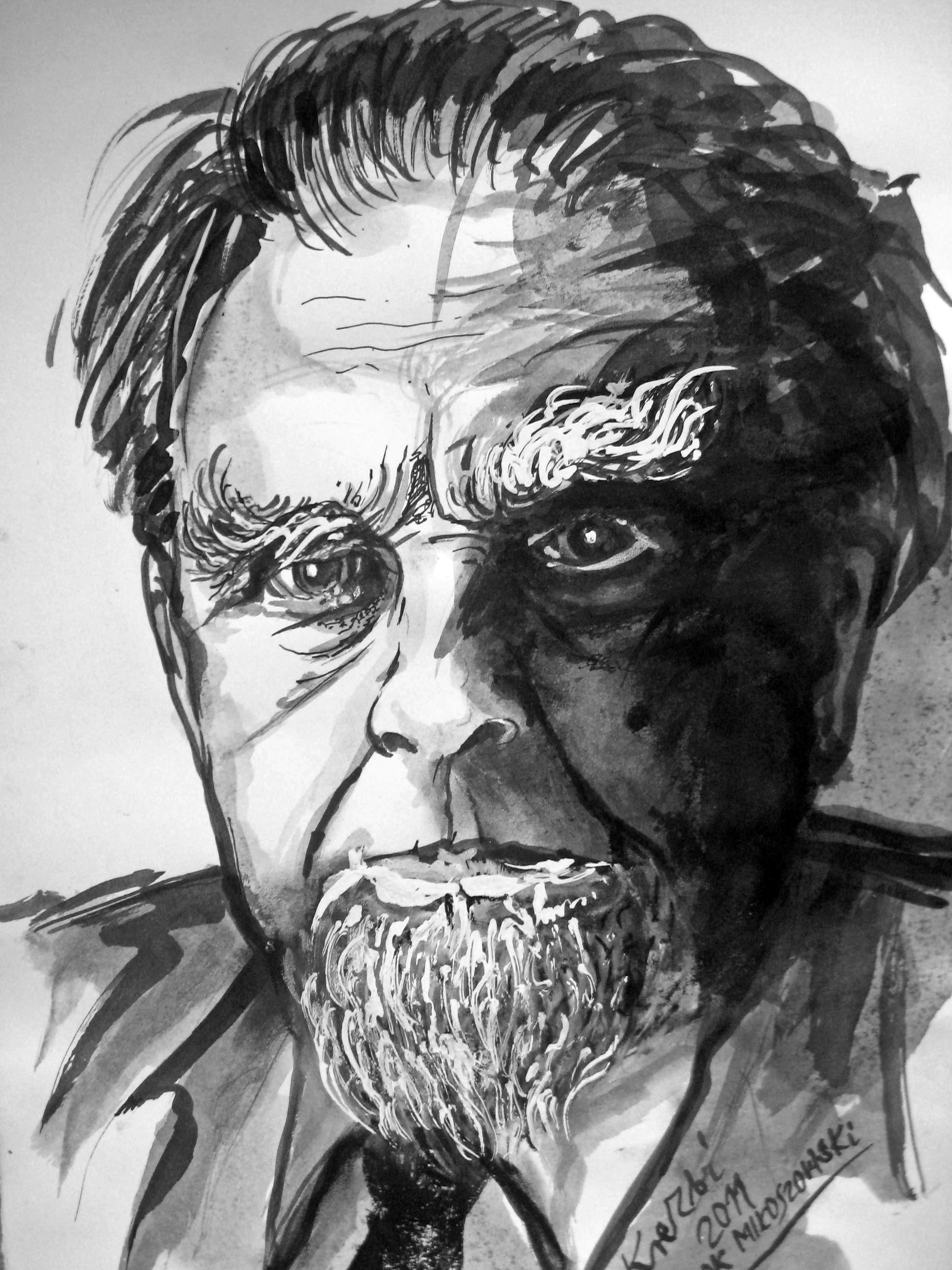
Portret Czesława Miłosza

- Hymn o Perle, Paryż 1982
- Nieobjęta ziemia, Paryż 1984
- Kroniki, Paryż 1987
- Dalsze okolice, Kraków 1991
- Na brzegu rzeki, Kraków 1994
- To, Kraków 2000
- Druga przestrzeń, Kraków 2002
- Orfeusz i Eurydyka, Kraków 2002
- Wiersze ostatnie, Warszawa 2006

### Wybory wierszy
- Wiersze, Londyn 1967
- Gdzie wschodzi słońce i kędy zapada i inne wiersze, Kraków 1980
- Wiersze wybrane, Warszawa 1980
- Moja wierna mowo, Toruń 1981
- Pięć wierszy, Lublin 1981
- Poezje wybrane, Warszawa 1981
- Poezje, t. 1-3, Paryż 1981
- Poezje, Warszawa 1981
- „W mojej ojczyźnie…”, Warszawa 1981
- Wybór utworów, Warszawa 1981
- „Tak mało” i inne wiersze, Kraśnik 1982
- Traktat moralny. Traktat poetycki, Warszawa 1982
- Wiersze, t. 1-2, Kraków 1987
- Poematy, Wrocław 1989
- Wiersze wybrane, Kraków 1990
- Czas wyniesiony, Suwałki 1991
- Wiersze, t. 1-3, Kraków 1993
- Wiersze wybrane, Warszawa 1996
- Antologia osobista. Wiersze, poematy, przekłady, Kraków 1998
- Poezje wybrane. Selected poems, Kraków 1998
- To, co pisałem. Wiersze, Warszawa 1998
- Poezje, Kraków 1999
- Wiersze, t. 1-5, Kraków 2001–2009
- Esse, Warszawa 2001
- Wiersze pół-perskie, Kraków 2001
- Jasności promieniste i inne wiersze. Pierwodruki (1984–2005), Paryż 2005
- Co dobre? Wspomnienia, okruchy, smaki, Lublin 2006
- Człowiek wielopiętrowy. Wybór wierszy, Warszawa 2007
- Wiersze i ćwiczenia, Warszawa 2008
- Jak powinno być w niebie. Wiersze wybrane, Kraków 2010
- Poezje, Kraków 2011
- Wiersze; Świat. Poema naiwne; Głosy biednych ludzi, t. 1-4, Warszawa 2011
- Wiersze wszystkie, Kraków 2011
- Czesław Miłosz. Antologia, Warszawa 2012
- Poezje wybrane, Wrocław 2013

### Wybory wierszy w językach obcych
- Selected poems, New York: The Seabury Press, 1973 (ang.)
- Bells in winter, New York: The Ecco Press, 1978 (ang.)
- Fyra dikter, Uppsala: Brombergs Bokförlag, 1980 (szwedz.)
- Möte. Dikter, Uppsala: Brombergs Bokförlag, 1980 (szwedz.)
- Enfant d’Europe et autres poèmes, Lausanne: Editions l Age d’Homme, 1980 (fr.)
- Zeichen im Dunkel. Poesie und Poetik, Frankfurt am Mai: Suhrkamp, 1980 (niem.)
- I løsildens aera, Oslo: Aschehoug, 1981 (norw.)
- Il Castigo della speranza. 20 poesie, Milano: All’Insegna del Pesce d’Oro, 1981 (wł.)
- Il Poeta ricorda. 24 poesie, Milano: Libri Scheiwiller, 1981 (wł.)
- Udvalgte digte, Københaven: Borgen, 1981 (duń.)
- Vezarah ha-shemesh u-va ha-shemesh ve-shirim aherim, Tel Awiw: Schocken Publishing House, 1981 (hebr.)
- Poètičeskij traktat, Ann Arbor: Ardis Publishers, 1982 (ros.)
- Spasenje. Izabrane pjesme, Sarajevo: IRO Veselin Masleša, 1982 (serb.)
- Selected poems, New York: The Ecco Press, 1982 (ang.)
- Poesie, Milano: Adelphi Edizioni, 1983 (wł.)
- Antología poética, México: Universidad Nacional Autónoma de México. Dirección General de Difusión Cultural, 1984 (hiszp.)
- Poèmes. 1934–1982, Paris: Lineau Ascor 1984 (fr.)
- Poeams, Barcelona: Tusquets, 1984 (hiszp.)
- The Separate Notebooks, New York: Whitney Museum of America, 1985 (ang.)
- Versos Polacos, Lisboa: Universidade de Lisboa. Faculdade de Letras, 1985 (portug.)
- La mia Europa. Poesie, Torino: Unione Tipografico-Editrice Torinese, 1986 (wł.)
- Unattainable earth, New York: The Ecco Press, 1986 (ang.)
- The collected poems. 1931–1987, London: Viking, 1988 (ang.)
- Terre inépuisable, Paris: Poèsie Fayard, 1988 (fr.)
- Kohav ha-lana, Tel Awiw: Am Oved, 1989 (hebr.)
- Chronike, Vršac: Knijževna Opština Vršac, 1989 (serb.)
- Samlade dikter 1931–1987, Stockholm: Bromberg, 1990 (szwedz.)
- Gedichte 1933–1981, Frankfurt am Main: Suhrkamp, 1992, 1995 (niem.)
- Hymnus o perle, Praga: Mladá Fronta 1992 (czes.)
- Tak malo i drugie stihotvoreniâ 1934–1990, Moskva: Vahazar, 1993 (ros.)
- Quatro poetas poloneses: Czesław Miłosz, Tadeusz Różewicz, Wisława Szymborska, Zbigniew Herbert, Curitiba: Governo do Paraná. Sacretaria de Estado da Cultura, 1994 (portug.)
- Facing the river. New poems, Manchester: Carcanet, 1995 (ang.)
- Traktáty a přednášky ve verších, Ołomuniec: Votobia, 1996 (czes.)
- Rinktiniai eilėraščiai, Vilnius: Baltos Iankos, 1997 (litew.)
- Gabe, Kraków: Wydawnictwo Literackie, 1998 (niem.)
- Selected poems, Kraków: Wydawnictwo Literackie, 1998 (ang.)
- Così poco, Kraków: Wydawnictwo Literackie, 1999 (wł.)
- Vibranì poeziï, L’vìv: Kamenâr, 2000 (ukr.)
- A treatise on poetry, New York: The Ecco Press, 2001 (ang.)
- Madih al-tair, Damaszek: Dār al Māda, 2001 (arab.)
- Mir. Naivnye poemy, Sankt-Petersburg: Institut Jadernej Fiziki RAN, 2001 (ros.)
- Pameistrys, Vilnius: Baltos Lankos; [Sejny]: Pogranicze, 2002 (litew.)
- Tai, Vilnius: Strofa, 2002 (litew.)
- Èto, Moskva: OGI, 2003 (ros.)
- Gedichten, Amsterdam/Antwerpen: Uitgeverij Atlas, 2003 (hol.)
- Não mais, Brasília: Editora UnB, 2003 (port.)
- To, Praga/Litomyšl: Paseka, 2003 (czes.)
- Traité de théologie, Le Chambon-sur-Lingnon: Cheyne, 2003 (fr.)
- Det. Orfeus och Eurydike, Stockholm: Bromberg, 2004 (szwedz.)
- Khula Ghar, Nowe Delhi: Vani Prakashan, 2004 (hindi)
- Second Space, New York: Ecco / HarperCollins, 2004 (ang.)
- Ìnšaga kanca s’vetu nâ budze: vybranyâ tvory, Wrocław: Kolegium Europy Wschodniej im. Jana Nowaka-Jeziorańskiego, 2006 (białor.)
- Drugi prostor. Najnovije pjesme. Izbor, Sarajevo; Zagreb: Naklada Zoro, 2008 (chorw.)
- Svět. Prosté básně, Zblov: Opus, 2008 (czes.)
- Na de dood stond ik midden in het leven. Kopstukken van de naoorlogse Poolse poëzie, Leuven: Uitgeverij P, 2008 (hol.)
- Zvonovi pozimi. Izbrane pesmi, Ljubljana: Študentska založba, 2008 (słoweń.)
- Ahogy elkészül a világ. Versek, Bratislava: Vydavatel’stvo AB-ART, 2009 (węg.)
- Qyteti pa emer, Tirane: Poeteka, 2009 (albań.)
- New and collected poems. 1931–2001, New York: HarperCollins Publishers, 2001 (ang.)
- Vtoroe prostranstvo. Orfej i Èvridika, Sankt-Peterburg: Izdatel’skaâ Gruppa „Azbuka-klassika”, 2010 (ros.)
- Na brega na rekata. Izbrani stihove i poemi, Sofiâ: Izdatelstvo „Balkani”, 2011 (bułg.)
- Poesie e frammenti italiani, Venezia: Incroci di civiltà, 2011 (wł.)
- Poslední básně, Praha: Triáda, 2011 (czes.)
- Rinktiniai eilėraščiai, Vilnius: Baltos lankos, 2011 (litew.)
- Teeäärne koerake, Tartu: Hendrik Lindepuu Kirjastus, 2011 (estoń.)
- Vyratavanne. Vybranyâ veršy ì paèmy, Mìnsk: Logvìnaŭ, 2011 (białor.)
- Izbrannoe, Sankt-Peterburg: Azbuka, 2012 (ros.)
- Od sončnega vzhoda do njegovega zahoda, Ljubljana: Književno društvo Hiša poezije, 2012 (słoweń.)
- Poesía escogida, Lima: Embajada de la República de Polonia en Lima, 2012 (hiszp.)
- Tova, Sofiâ: Suela Norma, 2012 (bułg.)
- Éschata poiīmata, Athīna: Mementum, 2013 (grec.)
- Posledne pesme, Kralevo: Novela, 2013 (serb.)
- Traité de poésie; L’apprenti. Avec des commentaires de l’auteur, Paris: Honoré Champion Éditeur, 2013 (fr.)
- Valitud luuletused, Tartu: Hendrik Lindepuu Kirjastus, 2013 (estoń.)
- Tie gaiteņi. Dzejas izlase, Jūrmala: Daugava, 2014 (łot.)
- To, Kordiky: Skalná ruža, 2014 (słowac.)
- Traktater på vers, Umeå: h:ström – Text & Kultur, 2016 (szwedz. i pol.)

### Eseje
- Zniewolony umysł, Paryż 1953
- Kontynenty, Paryż 1958
- Rodzinna Europa, Paryż 1958
- Człowiek wśród skorpionów, Paryż 1962
- Historia literatury polskiej, Nowy Jork 1969 (ang.), Kraków 1993 (pol.)
- Widzenia nad Zatoką San Francisco, Paryż 1969
- Prywatne obowiązki, Paryż 1972
- Ziemia Ulro, Paryż 1977
- Ogród nauk, Paryż 1979
- Świadectwo poezji. Sześć wykładów o dotkliwościach naszego wieku, Paryż 1983
- Zaczynając od moich ulic, Paryż 1985
- Metafizyczna pauza, Kraków 1989
- Rok myśliwego, Paryż 1990
- Szukanie ojczyzny, Kraków 1992
- Jakiegoż to gościa mieliśmy. O Annie Świrszczyńskiej, Kraków 1996
- Legendy nowoczesności, Kraków 1996
- Abecadło Miłosza, Kraków 1997
- Piesek przydrożny, Kraków 1997
- Życie na wyspach, Kraków 1997
- Inne abecadło, Kraków 1998
- Wyprawa w dwudziestolecie, Kraków 1999
- Wielkie pokuszenie; Bieliński i jednorożec, Toruń 2002
- Przygody młodego umysłu, Kraków 2003
- O podróżach w czasie, Kraków 2004
- Spiżarnia literacka, Kraków 2011
- Traktat o życiu. Myśli wybrane. Kraków 2014

### Powieści
- Dolina Issy, Paryż 1955
- Zdobycie władzy, Paryż 1953 (fr.), 1955 (pol.)
- Góry Parnasu, Warszawa 2012

### Korespondencja
- Czesław Miłosz, Melchior Wańkowicz, Korespondencja 1951–1956, Warszawa 1986
- Thomas Merton, Czesław Miłosz, Listy, Kraków 1991
- Zygmunt Hertz, Listy do Czesława Miłosza 1952–1979, Paryż 1992
- Czesław Miłosz, Witold Gombrowicz, Korespondencja, „Teksty Drugie” 1992, nr 1-2
- Zaraz po wojnie. Korespondencja z pisarzami 1945–1950, Kraków 1998
- Czesław Miłosz, „Mój wileński opiekun”. Listy do Manfreda Kridla (1946–1955), Toruń 2005
- Zbigniew Herbert, Czesław Miłosz, Korespondencja, Warszawa 2006
- Czesław Miłosz, Listy do rodziny, „Kwartalnik Artystyczny” 2008, nr 3
- Jerzy Giedroyc, Czesław Miłosz, Listy 1952–1963, Warszawa 2008
- Czesław Miłosz, Ola Watowa, Listy o tym, co najważniejsze, Warszawa 2009
- Jerzy Giedroyc, Czesław Miłosz, Listy 1964–1974, Warszawa 2011
- Czesław Miłosz, Jarosław Iwaszkiewicz, Portret podwójny, Warszawa 2011
- Czesław Miłosz, Konstanty Jeleński, Korespondencja, Warszawa 2011
- Jerzy Andrzejewski, Czesław Miłosz, Listy 1944–1981, Warszawa 2011
- Karl Dedecius, Dedecius – Miłosz. Listy 1958–2000, Łódź – Dresden 2011
- Artur Międzyrzecki, Julia Hartwig, Czesław Miłosz, Korespondencja, Kraków 2012

### Rozmowy
- Aleksander Fiut, Rozmowy z Czesławem Miłoszem, Kraków 1981
- Czesława Miłosza autoportret przekorny, Kraków 1988
- Renata Gorczyńska, Podróżny świata. Rozmowy z Czesławem Miłoszem. Komentarze, New York 1983; Kraków 1992
- Aleksander Wat, Mój wiek. Pamiętnik mówiony, t. 1-2, Londyn 1977
- Czesław Miłosz, Aleksander Fiut, „Autoportret przekorny”. Rozmowy, Kraków 2003
- Rozmowy polskie 1979–1998, Kraków 2006
- Rozmowy polskie 1999–2004, Kraków 2010
- Rozmowy zagraniczne 1979–2003, Kraków 2013

### Przekłady na język polski
- Jacques Maritain, Drogami klęski, Warszawa 1942
- Jeanne Hersch, Polityka i rzeczywistość, Paryż 1955
- Raymond Aron, Koniec wieku ideologii, Paryż 1956
- Daniel Bell, Praca i jej gorycze, Paryż 1957
- Simone Weil, Wybór pism, Paryż 1958
- Kultura masowa, Paryż 1959
- Węgry, Paryż 1959
- Księga Eklezjasty, Paryż 1977
- Ewangelia według Marka, Paryż 1977, Poznań 1981
- Księga Hioba, Paryż 1980, Lublin 1981, Kraków 1998
- Księga Psalmów, Paryż 1979, Lublin 1982, Kraków 1998
- Mowa wiązana, Warszawa 1986, Olsztyn 1989
- 9 psalmów, Warszawa 1987
- Thomas Stearns Eliot, Jałowa ziemia, Kraków 1989
- Haiku, Kraków 1992
- Oskar Miłosz, Storge, Kraków 1993
- William Szekspir, Jak wam się podoba, Warszawa 1999[43]
- Wypisy z ksiąg użytecznych, Kraków 1994, 2000
- Apokalipsa, Paryż 1984, Kraków 1998
- Księga Mądrości, Paryż 1989, Kraków 1998
- Księgi pięciu megilot, Paryż 1982, Kraków 1998
- Denise Levertov, Żółty tulipan, Kraków 1999.
- Księgi biblijne, Kraków 2003
- William Butler Yeats, Odjazd do Bizancjum; Wieża, Kraków 2004
- Przekłady poetyckie, Kraków 2005
- Przekłady poetyckie wszystkie, Kraków 2015

### Przekłady na język angielski
- Postwar Polish Poetry. An anthology, New York: Doubleday & Company, 1965
- Zbigniew Herbert, Selected Poems, Harmondsworth: Penguin Books, 1968; Manchester: Carcanet; Dublin: Raven, 1985.
- Aleksander Wat, Mediterraneun Poems, Ann Arbor: Ardis, 1977
- Anna Swir (Świrszczyńska), Happy as a Dog’s Tail, San Diego: Harcourt Brace Jovanovich, 1985
- Aleksander Wat, With the Skin, New York: The Ecco Press, 1989
- Anna Swir (Świrszczyńska), Talking to My Body, Washington, Port Townsend: Copper Canyon Press, 1996

### Przedmowy
- Węgry, Paryż 1960
- Anthologie de la poésie polonaise, Paris 1965
- Anthologie de la poésie polonaise 1400–1980, Lauzanne 1981
- Jan Krok-Paszkowski, Portrait of Poland, London 1982
- Stanisław Vincenz, Po stronie dialogu, t. 1, Warszawa 1983
- Pierre Kende, Rozważania o historii Węgier, Warszawa 1985
- Adam Michnik, Letters from prison and other Essays, Berkeley 1985
- Wiktor Sukiennicki, East Central Europe During World War I, New York 1985
- Adam Zagajewski, Tremor, New York 1985
- Les confins de l’ancienne Pologne. Ukraine – Lituanie – Biélorussie XVIe-XXe siècles, Lille 1988
- The Polish Renaissance in its European Context, Indianapolis 1988
- Josif Brodski, 82 wiersze i poematy, Kraków 1989
- Zofia Urbanowska, Gucio zaczarowany. Powieść dla młodych dzieci, Wrocław 1989
- Aleksander Wat, Lucifer Unemployed, Evaston 1989, 1990
- Grażyna Strumiłło-Miłosz, Znad Świtezi w głąb tajgi. Rozmowy z moją matką, Olsztyn 1990
- Józef Czechowicz, Przez kresy, Kraków 1994
- A Book of Luminous Things. A International Anthology of Poetry, London 1996
- Josif Brodski, Poezje wybrane, Kraków 1996
- Charles Merrill, Podróż albo Rzeź niewiniątek, Kraków 1996
- Juliusz Słowacki, Godzina myśli, Kraków 1996
- Józef Czechowicz, Wiersze, Warszawa 1997
- Anna Świrszczyńska, Poezja, Warszawa 1997
- Charles Baudelaire, Malarz życia nowoczesnego, Gdańsk 1998
- Adam Mickevič, Pan Tadeuš, Sankt Petersburg 1998
- Denise Levertov, Żółty tulipan, Kraków 1999
- Julian Tuwim, Bal w operze, Kraków 1999
- Bogumił Andrzejewski, Podróż do krajów legendarnych, Warszawa 2000
- Bohdan Osadczuk, Ukraina, Polska, świat. Wybór reportaży i artykułów, Sejny 2000
- Jarosław Iwaszkiewicz, Noc na polu, Kraków 2001
- Wisława Szymborska, Miracle Fair, London 2001
- Jane Hirshfield, Uważność, Kraków 2002
- Kultura masowa, Kraków 2002
- Andrzej Szczeklik, Katharsis. O uzdrowicielskiej mocy natury i sztuki, Kraków 2002
- Signe Toksvig, Emanuel Swedenborg. Uczony i mistyk, Kraków 2002
- Iza Chruślińska, Była raz Kultura… Rozmowy z Zofią Hertz, Lublin – Warszawa 2003
- Aleksander Hertz, Żydzi w kulturze polskiej, Kraków 2003
- Daniel Kac, Wilno Jerozolimą było, Sejny 2003
- Halina Micińska-Kenarowa, Długi wdzięczności, Warszawa 2003
- Lewe Szestow, Kierkegaard i filozofia egzystencjalna, Kety 2003
- Thomas Stearns Eliot, Ziemia jałowa, Kraków 2004
- Pisarze o Ameryce. 15 głosów, [b. m.], 2004
- William Butler Yeats, Odjazd do Bizancjum. Wieża, Kraków 2004

### Dyskografia
- Miłosz czyta Mickiewicza. Miłosz czyta Miłosza, Warszawa: Accord, 1996 (CD)
- Głos poety: Czesław Miłosz i inni czytają swoje wiersze, „Zeszyty Literackie” 2002, nr 4 (CD)
- Miłosz czyta Mickiewicza, [w:] Adam Mickiewicz, Ballady i romanse, Kraków 2004 (CD)

### Dzieła zebrane
Edycja przygotowana wspólnie przez Wydawnictwo Literackie i Wydawnictwo Znak, opatrzona przypisami i bibliografią, konsultowana z pisarzem, który wiele tomów przejrzał, skorygował i poprzedził „Przypisami po latach”. Stanowi wzorcowe, najbardziej godne zaufania wydanie wszystkich dzieł pisarza.
- Kontynenty, Kraków: Znak, 1999
- Zdobycie władzy, Kraków: Znak, 1999
- Zniewolony umysł, Kraków: Wydawnictwo Literackie, 1999
- Człowiek wśród skorpionów. Studium o Stanisławie Brzozowskim, Kraków: Znak, 2000
- Dolina Issy, Kraków: Wydawnictwo Literackie, 2000
- Widzenia nad Zatoką San Francisco, Kraków: Wydawnictwo Literackie, 2000
- Wypisy z ksiąg użytecznych, Kraków: Znak, 2000
- Ziemia Ulro, Kraków; Znak, 2000
- Abecadło, Kraków: Wydawnictwo Literackie, 2001
- Prywatne obowiązki, Kraków: Wydawnictwo Literackie, 2001
- Rodzinna Europa, Kraków: Wydawnictwo Literackie, 2001
- Rok myśliwego, Kraków: Znak, 2001
- Szukanie ojczyzny, Kraków: Znak, 2001
- Wiersze, t. 1, Kraków: Znak, 2001
- Wiersze, t. 2, Kraków: Znak, 2002
- „Podróżny świata”. Rozmowy, Kraków: Wydawnictwo Literackie, 2002
- Autoportret przekorny, Kraków: Wydawnictwo Literackie, 2003
- Księgi biblijne, Kraków: Wydawnictwo Literackie, 2003
- Przygody młodego umysłu. Publicystyka i proza 1931–1939, Kraków: Wydawnictwo Literackie, 2003
- Wiersze, t. 3, Kraków: Znak, 2003
- Świadectwo poezji. Sześć wykładów o dotkliwościach naszego wieku, Kraków: Wydawnictwo Literackie, 2004
- Wiersze, t. 4, Kraków: Znak, 2004
- Przekłady poetyckie, Kraków: Znak, 2005
- Rozmowy polskie 1979–1998, Kraków: Wydawnictwo Literackie, 2006
- Zaczynając od moich ulic, Kraków: Znak, 2006
- Zaraz po wojnie. Korespondencja z pisarzami 1945–1950, Kraków: Znak, 2007
- Legendy nowoczesności, Kraków: Znak, 2009
- Wiersze, t. 5, Kraków: Znak, 2009
- O podróżach w czasie, Kraków: Znak, 2010
- Rozmowy polskie 1999–2004, Kraków: Wydawnictwo Literackie, 2010 [wywiady]
- Piesek przydrożny, Kraków: Znak, 2011
- Spiżarnia literacka, Kraków: Znak, 2011
- Jakiegoś to gościa mieliśmy. O Annie Świrszczyńskiej, Kraków: Znak, 2012
- Ogród nauk, Kraków: Znak, 2013
- Ziemia Ulro, Kraków: Znak, 2013
- Życie na wyspach, Kraków: Znak, 2014

## Nagrody, tytuły, odznaczenia
- 1934 Nagroda literacka im. Filomatów Związku Zawodowego Literatów Polskich w Wilnie za debiut poetycki Poemat o czasie zastygłym
- 1938 Nagroda literacka czasopisma „Pion” za nowelę Obrachunki
- 1945 Nagroda Ministra Kultury i Sztuki za działalność literacką[44]
- 1953 Prix Littéraire Européen za powieść Zdobycie władzy
- 1957 Nagroda miesięcznika „Kultura”
- 1957 Nagroda Związku Pisarzy Polskich na Obczyźnie[45]
- 1967 Nagroda Literacka im. Mariana Kistera, przyznawana w Nowym Jorku przez Roy Publishers za najlepszy przekład poetycki z polskiego na angielski i z angielskiego na polski
- 1968 Nagroda Fundacji im. Alfreda Jurzykowskiego w Nowym Jorku za twórczość literacką
- 1974 Nagroda Polskiego PEN Clubu za wybitne osiągnięcia w dziedzinie przekładu poezji polskiej na angielski
- 1976 Nagroda Guggenheima (Guggenheim Fellowship) za twórczość poetycką i przekładową
- 1977 Doktorat honoris causa (Doctor of Letters) Michigan State University w Ann Arbor
- 1978 Neustadt International Prize for Literature (tzw. “mały Nobel”) przyznawana przez Uniwersytet Oklahomy
- 1978 Nagroda Berkeley Citation, równoznaczna z doktoratem honorowym Uniwersytetu Kalifornijskiego, najwyższe odznaczenie Uniwersytetu Kalifornijskiego
- 1979 Nagroda literacka im. Zygmunta Hertza za tłumaczenie „Księgi Psalmów”
- 1980 (9 X) Nagroda Nobla w dziedzinie literatury za całokształt twórczości (…który z bezkompromisową przenikliwością opisuje zagrożoną egzystencję w świecie pełnym silnych konfliktów.”)
- 1981 (8 VI) Legitymacja związkowa Związku Literatów Polskich, z którego szeregów został usunięty po 1951 r.
- 1981 Doktorat honoris causa KUL, Medal „Czesław Miłosz Poeta Polski – Laureat Nagrody Nobla 1980”
- 1981 Doktorat honoris causa Uniwersytetu Nowojorskiego
- 1982 Członek Amerykańskiej Akademii Sztuk i Nauk w Cambridge (Massachuesetts); oraz Academy of Arts and Letters w Nowym Jorku
- 1983 Medal i dyplom za osiągnięcia i wkład w kulturę amerykańską, przyznane i wręczone przez prezydenta USA Ronalda Reagana
- 1985 Doktorat honoris causa Uniwersytetu Brandeisa w Waltham (Massachusetts)
- 1986 Nagroda literacka „Solidarności”, przyznawana przez pracowników polskich wydawnictw niezależnych
- 1986 Członek zagraniczny Serbskiej Akademii Nauk i Sztuk
- 1987 Honorowy przewodniczący międzynarodowego stowarzyszenia Les Amis de [Oscar] Milosz z siedzibą w Paryżu
- 1989 Medal „Sprawiedliwy wśród Narodów Świata”, za pomoc udzieloną rodzinom żydowskim w czasie II wojny światowej (wraz z bratem Andrzejem)[46]
- 1989 Doktorat honoris causa Uniwersytetu Harvarda
- 1989 Doktorat honoris causa Uniwersytetu Jagiellońskiego w Krakowie
- 1989 National Medal of Arts, przyznawany przez National Endowment for the Arts w Waszyngtonie
- 1990 Członek Polskiej Akademii Umiejętności; Tytuł honorowego obywatela Kiejdan
- 1992 (28 V) Doktorat honoris causa Uniwersytetu Witolda Wielkiego w Kownie oraz honorowe obywatelstwo Litwy
- 1992 Doktorat honoris causa Uniwersytetu w Bolonii i La Sapienza Rzymie
- 1993 Włoska nagroda literacka Grinzane Cavour w kategorii Premio Internazionale
- 1993 (6 XI) Honorowe obywatelstwo Stołecznego Królewskiego Miasta Krakowa w uznaniu zasług dla kultury polskiej
- 1993 Członkostwo honorowe Stowarzyszenia Autorów ZAiKS[47]
- 1994 (10 VI) Order Orła Białego
- 1995 Order Wielkiego Księcia Litewskiego Giedymina II stopnia za zasługi dla Litwy
- 1996 Nagroda Krakowska Książka Miesiąca za Legendy nowoczesności; Nagroda Diamentowy Mikrofon przyznawana przez Polskie Radio
- 1998 Nagroda Literacka „Nike” za rok 1997, za tom Piesek przydrożny
- 2000 Nagroda miesięcznika „Odra” za tom poezji To („wybitne, przejmujące prawdą refleksji i olśniewające urodą języka liryczne dzieło”) oraz Śląski Wawrzyn Literacki za ten sam zbiór wierszy
- 2001 Tytuł honorowego obywatela miasta Wilna
- 2001 (21 VI) Medal 600-lecia Odnowienia Akademii Krakowskiej
- 2002 Nagroda Obojga Narodów, przyznawana przez Zgromadzenie Poselskie Sejmu Rzeczypospolitej Polskiej i Sejmu Republiki Litewskiej (wraz z Tomasem Venclovą)
- 2002 Honorowy członek The Lithuanian’s Writers Union (Związek Pisarzy Litewskich)[48].

## Upamiętnienie

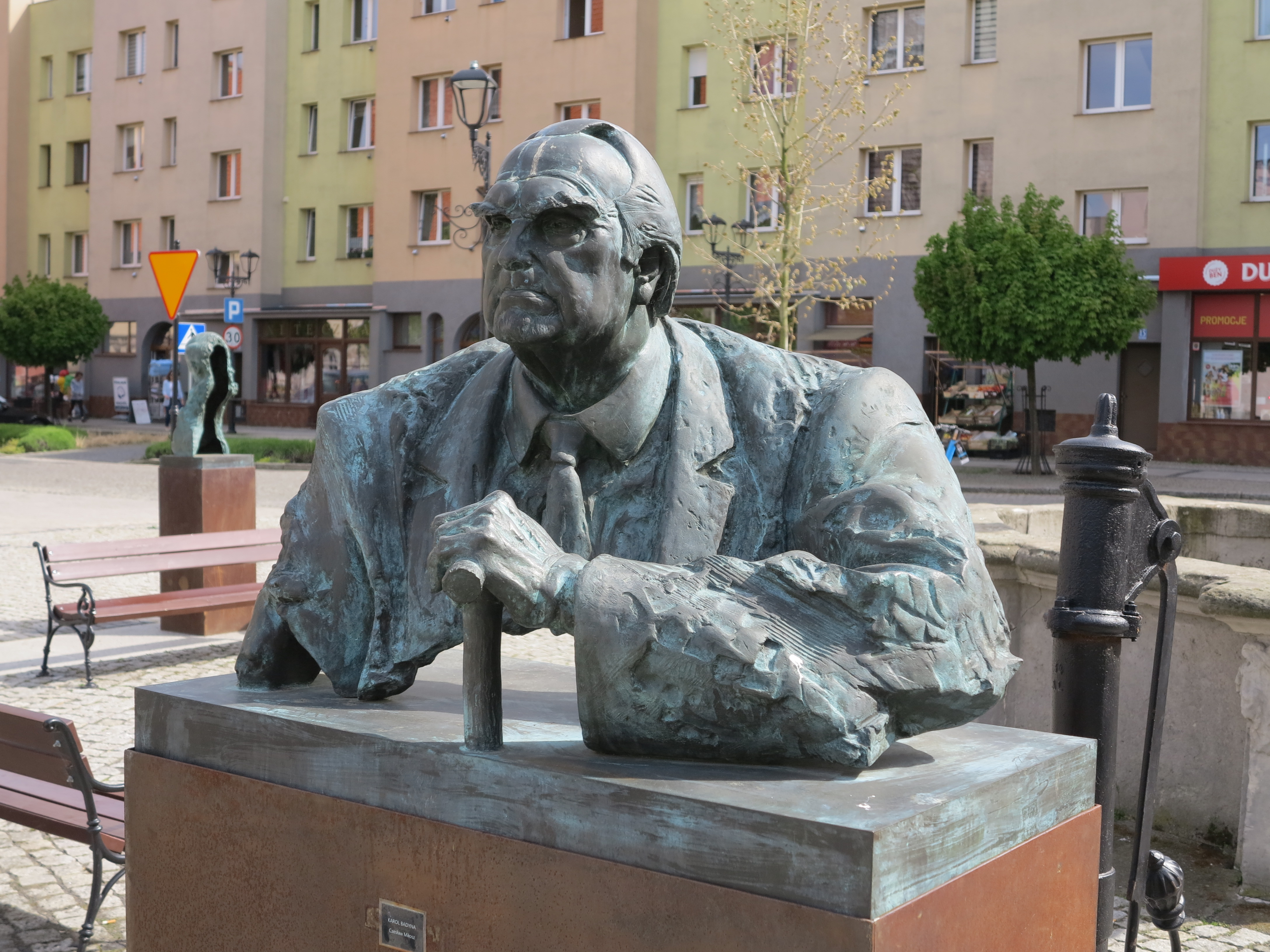
Popiersie Czesława Miłosza na Górnym Rynku w Lwówku Sląskim, rzeźba Karola Badyny

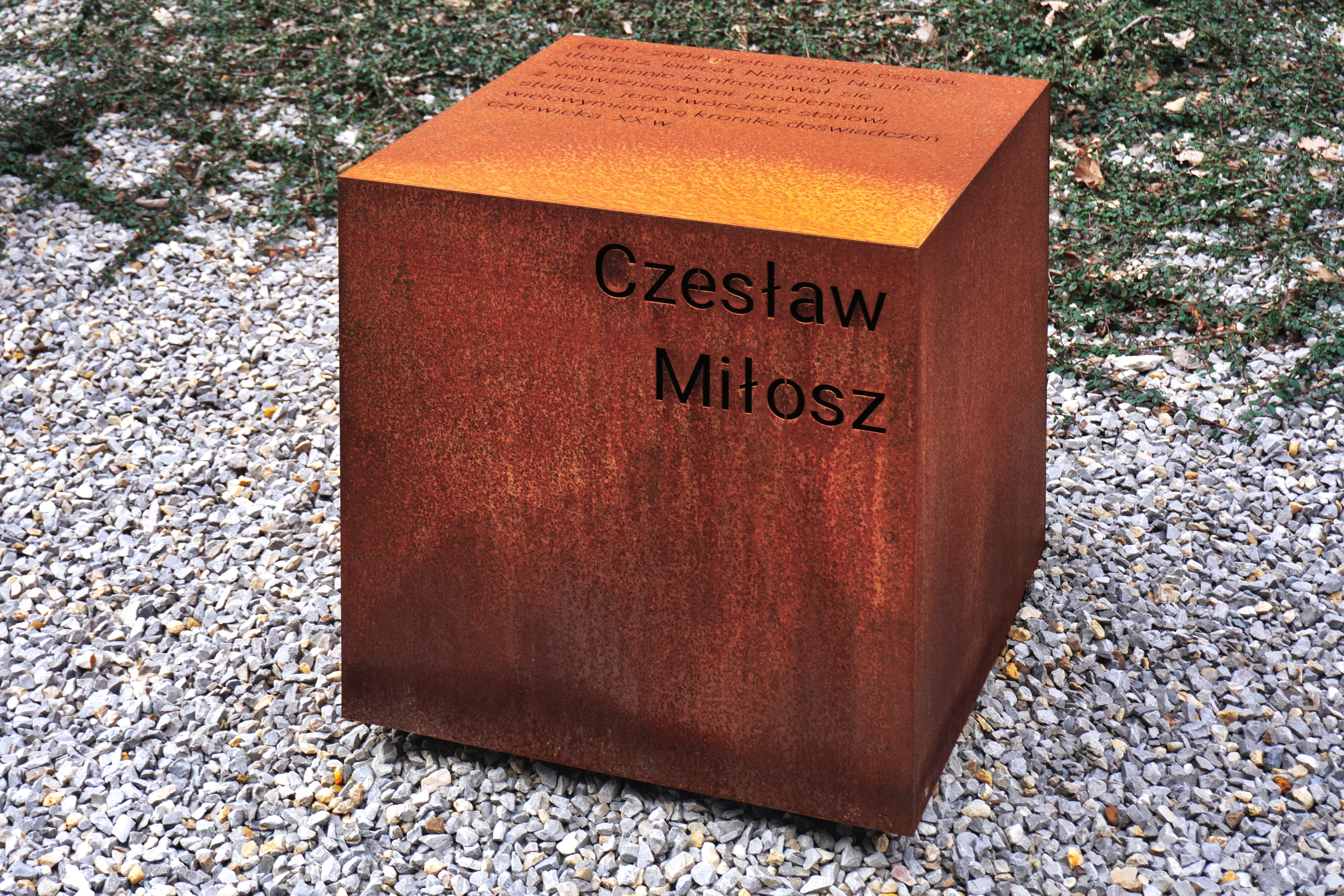
Pomnik-sześcian upamiętniający Czesława Miłosza przy ulicy Poetów na osiedlu Wizjonerów w Krakowie

Poeta Janusz Szuber zadedykował Czesławowi Miłoszowi wiersz pt. Pianie kogutów, wydany w tomikach poezji pt. Biedronka na śniegu z 2000 i pt. Pianie kogutów z 2008 oraz napisał wiersze pt. Czesławowi Miłoszowi z urodzinowym pokłonem, opublikowany w tomiku poezji pt. Las w lustrach / Forest in the Mirrors z 2001, pt. Miłosz, opublikowany w tomiku poezji pt. Czerteż z 2006 i pt. Na marginesie „Wierszy ostatnich” Czesława Miłosza, opublikowany w tomiku poezji pt. Wpis do ksiąg wieczystych z 2009.
W 2010 Sejm Rzeczypospolitej Polskiej ustanowił rok 2011 Rokiem Czesława Miłosza. Na program obchodów 100. rocznicy urodzin pisarza złożyły się nowe wydania książkowe, konferencje, dyskusje i wystawy, organizowane w Polsce i za granicą – od Krasnojarska przez Wilno, Krasnogrudę, Kraków, Paryż po Nowy Jork i San Francisco. Jego najważniejszym punktem był II. Festiwal Miłosza, który odbył się w Krakowie w dniach od 9 do 15 maja 2011.
30 czerwca 2011 r. z okazji setnej rocznicy urodzin Czesława Miłosza Poczta Polska wyemitowała w nakładzie 300 tys. sztuk upamiętniający go znaczek pocztowy o nominale 4,15 zł.
12 sierpnia 2011 Narodowy Bank Polski wprowadził do obiegu monety upamiętniające Czesława Miłosza, o nominałach: 200 złotych wykonana stemplem lustrzanym w złocie; 10 złotych wykonana stemplem lustrzanym w srebrze; 2 złote wykonaną stemplem zwykłym ze stopu Nordic Gold.
W 2014 r. z inicjatywy Ambasady Polski przy Radzie Europy, w Mittelbergheim (Alzacja, Francja), niedaleko Strasburga, odsłonięto niewielką  tablicę poświęconą Czesławowi Miłoszowi – upamiętniającą jego pobyt w tym miejscu w 1951 roku. 
Od 2014 roku Czesław Miłosz jest patronem ulicy na wrocławskim Kleczkowie. Imieniem Miłosza nazwano w 2016 ulicę w częstochowskiej dzielnicy Kiedrzyn, a w 2017 ulicę w Katowicach, w dzielnicy Brynów (zastąpił dotychczasowego patrona – Brunona Jasieńskiego). Od 2018 r. imię Czesława Miłosza nosi ulica w Łodzi na osiedlu Sikawa.
Przy wejściu do kawiarni Nowa Prowincja w Krakowie od marca 2014 znajduje się Domofon poezji, na którym można odtworzyć nagranie poety czytającego własny wiersz.
28. Międzynarodowy Festiwal Poezji „Maj nad Wilią” 2021 – w odsłonie jesiennej – odbywający się od 27 września do 1 października w Wilnie, został poświęcony pamięci Czesława Miłosza (110. rocznica urodzin) oraz 100-leciu urodzin Tymoteusza Karpowicza, poetów pochodzących z Litwy, w twórczościach których są obecne Litwa i Wilno.
Uchwałą Senatu RP X kadencji z 7 września 2023, rok 2024 ustanowiono „Rokiem Czesława Miłosza”

### Oficjalne
- Oficjalna strona internetowa Czesława Miłosza prowadzona przez Społeczny Instytut Wydawniczy „Znak”

### Biografie, wspomnienia, fotografie
- Czesław Miłosz 1911–2004 – Kalendarium życia („Gazeta.pl”)
- Mój Miłosz- wspomnienia o Nobliście, m.in. Seamusa Heaneya i Marii Janion
- Genealogia Czesława Miłosza w: M.J. Minakowski, Genealogia potomków Sejmu Wielkiego
- Barbara Gruszka-Zych, Mój Poeta – osobiste wspomnienia o Czesławie Miłoszu, Katowice: VIDEOGRAF II, 2007, ISBN 978-83-7183-499-8, OCLC 176983074. Brak numerów stron w książce
- Miłosz – w stulecie urodzin [online], postscriptum.us.edu.pl [zarchiwizowane z adresu 2016-04-28]. numer czasopisma Postscriptum Polonistyczne (1 (7)/ 2001) poświęcony Czesławowi Miłoszowi

### Bibliografie
- Bibliografia przedmiotowa 1981–2010 [online], bp.ostroleka.pl [zarchiwizowane z adresu 2016-04-16]. (artykuły z czasopism w układzie chronologicznym, tytułowym)
- Tłumaczenia na języki obce
- Bibliografia przedmiotowa w wyborze w układzie alfabetycznym [online], pedagogiczna.edu.pl [zarchiwizowane z adresu 2016-05-04].
- Bibliografia podmiotowo-przedmiotowa [online], mbp.glogow.pl [zarchiwizowane z adresu 2017-01-18].
- Bibliografia podmiotowo-przedmiotowa
- Bibliografia podmiotowo-przedmiotowa w wyborze. pbw.bydgoszcz.pl. [zarchiwizowane z tego adresu (2017-01-18)].
- Polskie wydawnictwa niezależne 1976–1989. Druki zwarte: Miłosz

### Artykuły polemiczne
- Błotne kąpiele artykuł nt. wybiórczych cytatów z Miłosza w twórczości Waldemara Łysiaka i Jerzego R. Nowaka
- Czesław Miłosz – lewy profil. jacektrznadel.pl. [zarchiwizowane z tego adresu (2013-02-04)]. – esej Jacka Trznadla
- Józef Olejniczak: Miłosz. Północ – Południe (intuicje i fragmenty). „Fabrica Litterarum Polono-Italica” 2022 nr 1 (4)
- Sara Quondamatteo: „Wśród zniszczenia”. Miłosz i odzyskanie poezji jako mitopoezji. „Fabrica Litterarum Polono-Italica” 2022 nr 1 (4)